# Хребет Чихачёва
Хребет Чихачёва — расположен на юго-востоке Алтайских гор. По хребту проходят граница Республики Алтай и Республики Тыва и государственная граница Российской Федерации и Монголии. На территории Республики Алтай хребет находится в Улаганском и Кош-Агачском районах. Часть хребта, находящаяся на территории Улаганского района, принадлежит Алтайскому государственному природному заповеднику. Длина горного хребта составляет 100 км. Максимальные высоты — до 4029 м. Носит имя русского географа и путешественника Петра Александровича Чихачёва, который проводил свои исследования в этих местах.
С запада хребет Чихачева граничит с Курайским хребтом, а с юго-запада он отделён от хребта Сайлюгем перевалом Дурбэт-Даба (2481 м). В системе хребта имеется большое количество горных вершин: на территории Монголии — Онгорхойн-Уул (3754 м), Тургэн-Ула (4029 м), Тэвсэг-Уул (3745 м); на территории Кош-Агачского района — Талдуайр (3505 м), Сайлюгем (3411 м), Асхатиик-Дабани-Хяр (3094 м.); на территории Республики Тыва — Монгун-Тайга (3717 м), Бурул-Тайга (3185 м).
Хребет сложен песчаниками, известняками, кристаллическими сланцами и кварцитами. Также здесь имеются небольшие ледники и ледниковые формы рельефа. Растительность на склонах относится преимущественно к злаково-полынным степям, однако встречаются и каменистые тундры. На хребте обитают дикие редкие животные, такие как снежный барс и аргали.
Здесь же берут своё начало притоки рек Чулышман, Башкаус и Чуя — Юстыд и Ортолык. В долинах западного склона хребта расположены несколько озёр ледникового происхождения — Кындыктыкуль, Нижнее, Среднее и Большое Богуты. Из себя они представляют проточные, мелководные водоёмы с максимальными глубинами до 9 м.